# Aracuã (Disney)
O Aracuã, também conhecido como Folião (em inglês, Aracuan Bird) é uma ave aracuã fictício criado pela The Walt Disney Company. Nas histórias em quadrinhos é chamado de Folião.
Seu design é inspirado nas aves do género galináceo Ortalis conhecidas popularmente pelo nome de "aracuã", que só ocorrem nos neotrópicos.

## História
O Aracuã, também chamado de palhaço-da-selva, apareceu pela primeira vez no filme "Você já foi à Bahia ?" (título em inglês: "The Three Caballeros"), de 1944. O personagem reaparece no desenho "Palhaço da Selva" (Clown of the Jungle) de 1947, e também tem uma participação no filme "Melody Time", no segmento "Blame it on the Samba", de 1948.
Assim como o Panchito Pistoles e o Zé Carioca (Jose Carioca), o Aracuã é bastante conhecido por estas participações em filmes da Disney nos Estados Unidos. Depois disso, o Aracuã passou muitos anos no esquecimento, sem fazer nenhuma participação em desenhos animados. Mas na década de 1980, o pássaro foi ressuscitado pelos quadrinistas brasileiros: sob o nome de Folião, ele foi integrado a turma de adolescentes da Disney, Turma da Pata Lee. Apesar de manter muito da personalidade amalucada vista nos filmes da década de 1940, desta vez o pássaro era, digamos, um pouco mais comportado. 
Aracuã apareceu em Mickey Mouse Works e House of Mouse, e é um membro regular do elenco de The Legend of the Three Caballeros como "Ari, o zelador".

## Nomes em outros idiomas
- Alemão: Bruno
- Chinês: 阿拉肯
- Francês: Papagaï
- Inglês: The aracuan bird
- Italiano: Beckett